# Mäster Johan
Mäster Johan var skarprättare i Göteborg mellan åren 1642–1645.
Göteborg hade egentligen före 1648 ingen fast anställd bödel utan hyrde in någon med detta yrkeskunnande från andra städer, som Jönköping och Halmstad. Mäster Johan är den första bödeln som omnämns vid namn i de skriftliga källorna från 1642 i Göteborg. Han tilldelades en bödelstuga långt utanför stadsgränsen och avslutade av okänd anledning tjänsten som bödel efter 1645.
Mäster Johansgatan i Göteborg är uppkallad efter denne namngivna bödel.